# هيثكوت وليامز
هيثكوت وليامز (بالإنجليزية: Heathcote Williams)‏ هو كاتب ومؤلف وكاتب سيناريو وشاعر وممثل بريطاني، ولد في 15 نوفمبر 1941 بهلسبي في المملكة المتحدة، وتوفي في 1 يوليو 2017 بأكسفورد في المملكة المتحدة. بدأ مشواره المهني سنة 1964.

## أعمال

### أفلام
- (2008) مدينة إيمبر

## وصلات خارجية
- هيثكوت وليامز على موقع IMDb (الإنجليزية)
- هيثكوت وليامز على موقع ألو سيني (الفرنسية)
- هيثكوت وليامز على موقع ميوزك برينز (الإنجليزية)
- هيثكوت وليامز على موقع أول موفي (الإنجليزية)
- هيثكوت وليامز على موقع قاعدة بيانات الأفلام السويدية (السويدية)
- هيثكوت وليامز على موقع ديسكوغز (الإنجليزية)
- هيثكوت وليامز على موقع قاعدة بيانات الفيلم (الإنجليزية)
- هيثكوت وليامز على موقع كينوبويسك (الروسية)